# Lochmühle bei Heuberg
Lochmühle bei Heuberg ist ein Gemeindeteil der Stadt Hilpoltstein im Landkreis Roth (Mittelfranken, Bayern). Lochmühle liegt in der Gemarkung Heuberg.

## Lage
Die Einöde liegt circa drei Kilometer östlich von Heuberg nördlich des Espangrabens und des Main-Donau-Kanals an einem Bachlauf. Östlich breitet sich das Auholz aus. Lochmühle ist über eine Gemeindeverbindungsstraße zu erreichen, die bei Altenhofen von der Staatsstraße 2220 abzweigt und weiter nach Auholz bzw. nach Heuberg führt.
Die Ortsflur ist 16 Hektar groß.

## Geschichte
Im Alten Reich gehörte die Lochmühle dem pfalz-neuburgischen, ab 1777 kurbayerischen Rentamt Hilpoltstein. Die hohe Gerichtsbarkeit übte der Pfleger zu Hilpoltstein aus. Im nürnbergischen Salbuch von 1544, also zu der Zeit, als das pfalz-neuburgische Amt Hilpoltstein an die Reichsstadt verpfändet war, ist die Mühle unter Altenhofen aufgeführt; „ober dieser“ stand die zu dieser Zeit bereits abgegangene Loemühle. Im an die Lochmühle angrenzenden Auholz, „des Bredenwinders Eigen“, hatte Altenhofen das Recht zum Viehtrieb.
Im Königreich Bayern (1806) wurde der Steuerdistrikt und die Ruralgemeinde Heuberg gebildet, zu dem bzw. zu der Lochmühle gehörte.
Der Müller war gleichzeitig Ökonom; über seinen Großviehbestand gibt ein amtliches Verzeichnis von 1875 Aufschluss: Hier wurden zwei Pferde und neun Stück Rindvieh gehalten. Die Müllerskinder gingen zu dieser Zeit in die katholische Schule nach Heuberg.
Im Zuge der Gebietsreform in Bayern wurde die Gemeinde Heuberg am 1. Januar 1972 nach Hilpoltstein eingemeindet.

## Einwohnerentwicklung
- 1818: 4 (1 „Feuerstelle“, 2 Familien)[10]
- 1836: 5 (1 Anwesen)[11]
- 1861: 7 (3 Gebäude, 1 Kirche)[12]
- 1871: 5 (5 Gebäude)[13]
- 1904: 9 (2 Wohngebäude)[14]
- 1937: 8 (nur Katholiken)[15]
- 1950: 5 (2 Gebäude)[16]
- 1961: 4 (1 Wohngebäude)[17]
- 1970: 4[18]
- 1987: 2 (1 Wohngebäude, 1 Wohnung)[19]